# 土屋礼子
土屋 礼子（つちや れいこ、1958年 - ）は、日本の歴史学者、社会学者。専門は、メディア史・歴史社会学。早稲田大学政治経済学術院教授、早稲田大学20世紀メディア研究所所長。

## 人物
長野県長野市出身。新潟県立新潟高等学校を経て、1981年一橋大学社会学部社会学科卒業、1995年一橋大学大学院社会学研究科博士課程単位取得退学。指導教官は田中克彦。
1998年大阪市立大学大学院文学研究科助教授、2005年同教授昇格、2010年早稲田大学政治経済学術院教授、早稲田大学重点領域研究機構20世紀メディア研究所所長。2012年、山本武利一橋大学名誉教授・早稲田大学名誉教授が設立した特定非営利活動法人インテリジェンス研究所の副理事長に就任。
近代日本のメディア研究を行い、2001年には論文「明治期小新聞の研究」により一橋大学博士（社会学）の学位を取得した。2009年から日本マス・コミュニケーション学会理事。

## 著書
- 『大阪の錦絵新聞』三元社 1995.12
- 『大衆紙の源流　 明治期小新聞の研究』世界思想社 2002.12
- 『日本大衆文化と日韓関係　韓国若者の日本イメージ』（朴順愛共著）三元社 2002.5
- 『近代日本メディア人物誌. 創始者・経営者編』編著、ミネルヴァ書房 2009.6
- 『対日宣伝ビラが語る太平洋戦争』吉川弘文館 2011.11

## 編著
- 『日本メディア史年表』吉川弘文館 2017.12

## 翻訳
- （高尾千津子）ボフダン・ナハイロ,ヴィクトル・スヴォボダ『ソ連邦民族・言語問題の全史』 明石書店 1992.12
- （松永寛明）マイケル・S.スウィーニィ『米国のメディアと戦時検閲 第二次世界大戦における勝利の秘密』法政大学出版局 2004.4

## 参考
- 『現代日本人名録2002』日外アソシエーツ